# 케 사라
〈케 사라〉(이탈리아어: "Che sarà" [ke ssaˈra][*]→그리 되리라)는 이탈리아의 노래다. 지미 폰타나 작곡, 프란코 미글리아치 작사로 1971년 산레모 음악제에서 발표되었다.
푸에르토리코의 호세 펠리시아노가 부른 버전이 특히 세계적으로 성공했다. 펠리시아노의 스페인어 번안곡을 필두로 전세계적으로 번안되었다. 조용필도 번안곡을 부른 바 있다.